# Blastobasis salebrosella
Blastobasis salebrosella é uma espécie de mariposa do gênero Blastobasis pertencente à família Coleophoridae.